# Edmund Hitler
Edmund Hitler (Passau, 24 de março de 1894 — Leonding, 2 de fevereiro de 1900) foi o quinto filho de Klara e Alois Hitler, que veio a falecer aos 5 anos de idade devido a sarampo. Os filhos gerados por Klara Hitler morreram em sua maioria muito jovens; dos quatros filhos gerados por Klara, apenas dois chegaram à idade adulta, sendo eles Adolf e Paula.